# Hanna Hucol
Hanna Vasylivna Hucol (in ucraino Ганна Василівна Гуцол?; in russo Анна Васильевна Гуцол?, Anna Vasil'evna Gucol; traslitterato anche come Anna Hutsol o Anna Gutsol; Murmansk, 16 ottobre 1984) è un'attivista ucraina, fondatrice e leader del movimento delle FEMEN.

## Biografia
Nata il 16 ottobre 1984 a Murmansk, in Russia, da una famiglia ucraina originaria dell'Oblast' di Chmel'nyc'kyj, in cui la famiglia è poi ritornata alla fine del 1991.
Nel 2007 si è trasferita a Kiev, lavorando per un anno come assistente della cantante pop Tina Karol'.
Nel 2008 ha fondato il movimento femminista ucraino delle FEMEN, noto per le proteste in topless.
A causa di queste proteste, nel novembre 2012 Hanna Hucol ha subito un divieto di ingresso in Russia, venendo fermata all'Aeroporto di San Pietroburgo-Pulkovo dalle forze di sicurezza russe. Nell'agosto 2013, insieme a altre due attiviste di FEMEN, è dovuta fuggire dall'Ucraina, temendo per la propria vita e la propria libertà, trasferendosi quindi a Parigi.
Nel 2013 ha interpretato sé stessa nel film documentario Femen - L'Ucraina non è in vendita.